# حتی (لالی)
حتی یک روستا در ایران است که در شهرستان لالی استان خوزستان واقع شده‌است. حتی ۱۸۶ نفر جمعیت دارد.

## جمعیت
این روستا در دهستان حتی قرار دارد و براساس سرشماری مرکز آمار ایران در سال ۱۳۸۵، جمعیت آن ۱۸۶ نفر (۳۳ خانوار) بوده‌است.